# Camillo Müller
Camillo Anton Müller (Vienna, 2 gennaio 1870 – Vienna, 28 luglio 1936) è stato uno schermidore austriaco.
Müller partecipò alla gara di sciabola individuale alla Olimpiade 1900 di Parigi dove ottenne l'ottavo posto.